# 台東地震 (2022年)
台東地震（たいとうじしん/タイドンじしん）は、台湾の台東において2022年9月17日に前震、翌18日に本震が発生した地震である。ここでは特に規模の大きかった2つの地震（最大前震と本震）について詳しく取り上げる。

## 最大前震（17日の地震）
9月17日21時41分17秒（日本時間22時41分17秒）に最大前震が発生した。震央は台南市玉井区から東へ96km地点で、震源の深さは10.0km、地震の規模を示すマグニチュードは6.5と推定されている。この地震で最大震度6強を台東県池上郷で観測した。この地震による死傷者は出なかったものの、この大きな揺れは後に起こる本震に大きな影響を与えた。

### 各地の震度
震度5弱以上を観測した地点は次の通り。
| 震度 | 県、直轄市 | 観測地点                       |
| ---- | ---------- | ------------------------------ |
| 6強  | 台東県     | 池上郷                         |
| 6弱  | 台東県     | 鹿野郷                         |
| 5強  | 台東県     | 東河郷                         |
| 5強  | 花蓮県     | 富里郷                         |
| 5弱  | 台東県     | 海端郷、成功鎮、台東市、卑南郷 |
| 5弱  | 高雄市     | 楠梓区                         |

この他台湾全土で震度1以上の揺れを観測し、多くが震度4または震度3であった。

## 本震（18日の地震）
9月18日14時44分14秒（日本時間15時44分14秒）に本震が発生した。震央は南投県鹿谷郷から南東へ86km地点で震源の深さは10.0km、地震の規模を示すマグニチュードは6.9と推定されている。この地震で最大震度6強を最大前震と同じく台東県池上郷で観測した。

### 各地の震度
震度5弱以上を観測した地点は次の通り。
| 震度 | 県     | 観測地点               |
| ---- | ------ | ---------------------- |
| 6強  | 台東県 | 池上郷                 |
| 6弱  | 花蓮県 | 玉里鎮                 |
| 5強  | 台東県 | 海端郷、成功鎮、長浜郷 |
| 5強  | 花蓮県 | 富里郷                 |
| 5弱  | 台東県 | 東河郷、鹿野郷         |
| 5弱  | 花蓮県 | 万栄郷紅葉村、光復郷   |
| 5弱  | 南投県 | 信義郷玉山             |

この他2地点を除く台湾全土の観測点で震度2以上を観測し、その多くが震度3以上であった。また日本の八重山列島でも揺れを感じた（詳細は後述）。

## 被害
花蓮県のセメント工場において、機械の下敷きになった作業員1人が亡くなった。この他にも建物が倒壊するなどして、少なくとも168人が負傷した。また花蓮県では複数の山崩れがあり、登山客や住民ら約700人が一時下山できなくなるなど、揺れの大きかった東部の花蓮県と南東部の台東県を中心に大きな被害が出た。
またインフラ面では高速鉄道に一時遅れが生じた一方、在来線では複数地点で線路が歪んだため一部区間で運転を見合わせた。道路も山間部で土砂崩れや橋の崩壊が起こり一時通行不可になった区間があった。電気・水道についても、2万2024戸で一時停電したり花蓮県や台東県の2027戸で断水が丸2日続いたりするなど、地震の影響を大きく受けた。

## 津波
実際には震央が内陸部であったため津波はなかったものの、地震発生直後は太平洋津波警報センター（PTWC）や気象庁により津波への注意喚起が行われていた。
PTWCは地震発生から8分後の現地時間14時52分に第1報を発表し、台湾の沿岸部の長さ300km内で津波被害が生じる恐れがあるとして津波警報を発令した。しかしその後津波発生の可能性は無くなったとして、1時間ほど経った現地時間15時51分に第2報を発表し津波警報を解除した。
日本の気象庁は、今回の本震について津波注意報を発表している（詳細は後述）。

## 日本への影響
この節の時刻は日本時間（現地時間から+1時間）である。また、震度に関しても気象庁震度階級のものを記載する。

### 地震
今回の本震で八重山列島にて最大震度1を観測した。
日本における最大震度を観測した地点は次の通り。
| 震度 | 都道府県 | 観測地点                                                                                     |
| ---- | -------- | -------------------------------------------------------------------------------------------- |
| 1    | 沖縄県   | 石垣市平久保、石垣市新栄町 与那国町祖納、与那国町久部良 竹富町大原、竹富町黒島、竹富町波照間 |

なお地震発生後、沖縄本島北西沖で震度3から1の揺れを観測する地震が複数回発生したが、台湾の地震とは距離が遠く関連性はない。

### 津波
PTWC第1報の3分前である日本時間15時49分に気象庁が沖縄県の宮古島・八重山地方に津波注意報を発表したが、津波発生の可能性は無くなったとして17時15分に全て解除した。震央が内陸部であったため、わずかな潮位の変化も起こらなかった。
発表された情報は以下の通り。
| 発表された情報 | 津波の予想高さ | 津波予報区の名称   | 予想地点         | 予想到達時刻 |            |
| -------------- | -------------- | ------------------ | ---------------- | ------------ | ---------- |
| 津波注意報     | 1 m            | 宮古島・八重山地方 | 与那国島・久部良 | 16時10分     | 観測されず |
| 津波注意報     | 1 m            | 宮古島・八重山地方 | 西表島           | 16時30分     | 〃         |
| 津波注意報     | 1 m            | 宮古島・八重山地方 | 石垣島石垣港     | 16時30分     | 〃         |
| 津波注意報     | 1 m            | 宮古島・八重山地方 | 宮古島平良       | 16時50分     | 〃         |

この他、伊豆諸島、小笠原諸島、高知県、沖縄本島地方に一時津波予報（若干の海面変動）が発表された。

## 海外の反応
- 日本：松野博一官房長官は20日午前の記者会見においてこの地震に触れ、心からお見舞いを申し上げるとともに日本政府としても必要に応じて支援の用意があると述べた[20]。